# Bohodar Kotorowytsch
Bohodar Antonowytsch Kotorowytsch (russisch/ukrainisch Богодар Антонович Которович, auch Bogodar Kotorovytsch transkribiert; * 3. Juli 1941 in Hrubieszów; † 4. Juli 2009 in Kiew) war ein ukrainischer Violinist.

## Leben
Bohodar Kotorowytsch studierte am Konservatorium von Lwiw, und am Moskauer Konservatorium. Im Jahre 1971 gewann er sowohl beim Paganini-Wettbewerb in Genua als auch beim George Enescu-Wettbewerb in Bukarest den 2. Preis. 1984 gründete er das Kammerorchester „Kiewer Solisten“, mit dem Grand Prix des 30-Wiener Internationalen Musikwettbewerb gewonnen. Ab 1994 war er Professor für Violine an der Universität Sydney. Auch unterrichtete er an der Nationalen Musikakademie der Ukraine Peter Tschaikowski. Kotorowytsch war Juror des Wettbewerbs der ARD in München, des Tschaikowski-Wettbewerbs in Moskau, des Paganini-Wettbewerbs in Genua und des Benjamin Britten-Wettbewerbs in London.
| Personendaten    | Personendaten                                                    |
| ---------------- | ---------------------------------------------------------------- |
| NAME             | Kotorowytsch, Bohodar                                            |
| ALTERNATIVNAMEN  | Которович, Богодар Антонович (ukrainisch); Kotorovytsch, Bogodar |
| KURZBESCHREIBUNG | ukrainischer Violinist                                           |
| GEBURTSDATUM     | 3. Juli 1941                                                     |
| GEBURTSORT       | Hrubieszów                                                       |
| STERBEDATUM      | 4. Juli 2009                                                     |
| STERBEORT        | Kiew                                                             |